# Bipaliinae
Bipaliinae es una subfamilia de planarias terrestres que se encuentran principalmente en Madagascar, el subcontinente indio y el sudeste asiático, aunque algunas especies se han introducido en todo el mundo.

## Descripción
La subfamilia Bipaliinae se caracteriza por tener una cabeza semilunar que les da el nombre común de "gusanos cabeza de martillo". La cabeza tiene hoyos sensoriales periféricos en el lado ventral y pequeños ojos periféricos en el lado dorsal.

## Géneros
Las especies de la subfamilia Bipaliinae se agrupan en los siguientes géneros:
- Bipalium Stimpson, 1857
- Humbertium Ogren & Sluys, 2001
- Novibipalium Kawakatsu et al., 1998
- Diversibipalium Kawakatsu et al., 2002

## Especies invasoras
Varios gusanos cabeza de martillo se han vuelto invasivos, el más famoso es Bipalium kewense, ahora presente en muchos países en todos los continentes exceptuando en la Antártida. Un estudio de 2022 utilizó registros de ocurrencia de bases de datos en línea, incluido iNaturalist, y variables climáticas y de suelo para modelar la distribución potencial de cinco especies de gusanos cabeza de martillo, a saber, Bipalium kewense, B. adventitium, B. pennsylvaanicum, B. vagum y Diversibipalium multilineatum. Se descubrió que las cinco especies podrían invadir el sudeste asiático, Nueva Zelanda, el este de Australia, una parte de América del Sur, el este de Estados Unidos, Europa occidental y África central.